# Jaynen Rissling
Jaynen Rissling, född 21 september 1993 i Edmonton, Alberta, är en kanadensisk före detta professionell ishockeyspelare (back/vänsterforward).
Rissling har spelat 5 AHL-matcher för Milwaukee Admirals säsongen 2014/2015, dock utan att ha gjort någon poäng.

## Extern länk
- Presentation och statistik för Jaynen Rissling som spelare  på Elite Prospects.